# 宮本浩史
宮本 浩史（みやもと ひろし、1985年4月16日 - ）は、日本の男性アニメーション演出家、キャラクターデザイナー。

## 来歴
兵庫県神戸市出身。スクウェア・エニックス、Production I.G、東映アニメーションデジタル映像部を経て、ABCアニメーションに所属。
ゲーム会社でリアル系キャラクタモデリングの仕事をしていたが、アニメのキャラクター表現に惹かれアニメの世界に入る。豊かな表情変化のあるキャラクターが特徴で、自身がディレクターを勤める作品以外もキャラクタ表現が重視される同社作品に多く参加している。
初監督作品である『映画 Go!プリンセスプリキュア Go!Go!!豪華3本立て!!! プリキュアとレフィのワンダーナイト!』は第28回東京国際映画祭で上映され、レッドカーペットイベントにも登壇した。また、その成果と、これまで東映アニメーションデジタル映像部によって培われた、プリキュアシリーズの作品でのCGアニメーションの表現力や技術力が評価され、CGWORLD誌主催の「第1回CGWORLD大賞」を受賞している。
2020年5月末をもって東映アニメーションを退社したことを自身のブログで発表、同年6月にABCアニメーションに所属したことを明らかにした。今後はABCアニメーションで新たなスタジオを立ち上げ、そこで制作に携わりつつ東映アニメーション関連の仕事も手伝うことになっているとしている。

## 主な参加作品

### テレビアニメ
- ハートキャッチプリキュア!（2010年） - モデリング(前期エンディング)
- スイートプリキュア♪（2011年） - アニメーション (後期エンディング)
- スマイルプリキュア!（2012年） - エンディングディレクター (前期)
- ドキドキ!プリキュア（2013年） - モデリングリード
- ハピネスチャージプリキュア!（2014年） - エンディング演出（前期） / フォームチェンジバンクディレクター（ラブリー プリンセス）
- Go!プリンセスプリキュア（2015年） - エンディングディレクター（後期）
- 正解するカド（2017年） - キャラクタースーパーバイザー[4]

### 劇場アニメ
- ホッタラケの島 〜遥と魔法の鏡〜（2009年） - モデリングスーパーバイザー
- 映画 プリキュアオールスターズDX2 希望の光☆レインボージュエルを守れ!（2010年） - モデリング
- ONE PIECE 3D 麦わらチェイス（2011年） - モデリング
- 映画 プリキュアオールスターズNewStage みらいのともだち（2012年）モデリングリード
- 映画 プリキュアオールスターズNewStage2 こころのともだち（2013年）モデリングリード
- 映画 プリキュアオールスターズNewStage3 永遠のともだち（2014年） - モデリングリード
- 聖闘士星矢 Legend of Sanctuary（2014年） - キャラクター・聖衣デザイン
- 映画 Go!プリンセスプリキュア Go!Go!!豪華3本立て!!! プリキュアとレフィのワンダーナイト!（2015年） - 監督・キャラクターデザイン・絵コンテ・キャラクタースーパーバイザー・アニメーション
- 映画 プリキュアオールスターズ みんなで歌う♪奇跡の魔法!（2016年） - モデリングリード
- 映画 プリキュアドリームスターズ!（2017年） - 監督・キャラクターデザイン・絵コンテ・キャラクタースーパーバイザー
- 映画 HUGっと!プリキュア♡ふたりはプリキュア オールスターズメモリーズ（2018年） - 監督

### その他
- 夜桜四重奏 〜ホシノウミ〜（2010年） - 原画（第1話）
- 東京ワンピースタワー/ルフィのエンドレスアドベンチャー（2015年） - 監督（シアター映像）
- 物語 Go!プリンセスプリキュア 花とレフィの冒険（2017年、秋之桜子著、講談社KK文庫） - 表紙イラスト